# Austenlândia
Austenlândia (no original em inglês Austenland) é um livro de romance chick lit escrito pela estadunidense Shannon Hale e publicado em 2007. A obra segue a protagonista Jane Hayes, que é secretamente obcecada pelo romance Orgulho e Preconceito (1813) da escritora britânica Jane Austen e viaja para um local temático de Austen, onde clientes e atores interpretam personagens do período da Regência. O romance é o primeiro de uma série, que foi seguido por Meia-noite na Austenlândia (2012). 
Uma adaptação cinematográfica do livro foi lançada em 2013, sendo estrelada por Keri Russell e dirigida por Jerusha Hess.

## Desenvolvimento
Quando adolescente, Jane Austen foi a escritora favorita de Hale. Assim que ela teve a ideia de um programa de imersão moderno no período da Regência, esta tornou-se "uma estória que queria contar" e que levou sete anos para ser escrita. Hale decidiu que seu enredo funcionava melhor com personagens adultos, tornando Austenlândia seu primeiro livro adulto.
Hale baseou-se em sua experiência visitando o Reino Unido durante a faculdade e em viagens visitando locais do período da Regência enquanto escrevia Austenlândia. A protagonista Jane Hayes foi inspirada em uma amiga da autora, assim como na própria Hale. Ela também cita a série exibida pela emissora BBC, Orgulho e Preconceito de 1995, como inspiração para a criação da obra, o qual até mesmo dedicou o romance a Colin Firth, seu protagonista masculino.

## Sinopse
Jane Hayes, de 32 anos, uma mulher comum de Nova Iorque, Estados Unidos, é obcecada pelo personagem Fitzwilliam Darcy, de Orgulho e Preconceito. E, especificamente, o interpretado por Colin Firth na adaptação do livro para a BBC. Ela revela acidentalmente seu segredo para sua tia-avó Carolyn, que em seu testamento deixa para Jane uma viagem para um destino específico: Pembrook Park, um resort britânico que atrai mulheres fãs de Austen.
Hayes vê a viagem como sua última desculpa para sua obsessão, antes de desistir permanentemente de seu mundo de fantasia. Mas à medida que mergulha no mundo de etiqueta e vestimenta de Pembrook, baseado no período da Regência, ela se torna a "Senhorita Jane Erstwhile" e se vê dividida entre o ator Sr. Nobley, ao estilo Sr. Darcy, e o atraente jardineiro do resort Theodore, cujo nome verdadeiro é Martin Jasper. Hayes terá que descobrir se os alvos de seu afeto são sinceros ou apenas atores em um programa.

## Recepção crítica
Austenlândia foi recebido com críticas geralmente mistas. Ruth Myles, do Edmonton Journal, escreveu que com a obra, Hale "cria um mundo encantador que oferece entretenimento divertido da agitação da vida moderna". A publicação Kirkus Reviews chamou Austenlândia de uma "frivolidade irracional que os viciados em Austen vão adorar". Em uma avaliação publicada no The Christian Science Monitor, a obra foi criticada como sendo uma tentativa de Hale de escrever "uma história de Austen" sem o "diálogo, prosa cuidadosa e humor irônico" encontrados nos livros de Austen. Para a revista School Library Journal, a obra elogiada foi descrita como "bem escrita, [e] bastante legível", com personagens que são "peculiarmente engraçados". Uma crítica da Publishers Weekly declarou que: "Embora a narrativa seja infinitamente encantadora, Jane não convence nem como uma garota solteira sarcástica nem como uma idealista romântica, e os personagens de apoio são subdesenvolvidos".

## Adaptação
Uma adaptação cinematográfica de Austenlândia foi produzida, após a cineasta Jerusha Hess ler o romance e decidir realizar uma adaptação em filme. Hale e Hess co-escreveram o roteiro com produção de Stephenie Meyer. O filme foi apresentado no Festival Sundance de Cinema em janeiro de 2013 e seu lançamento ocorreu mais tarde, em 16 de agosto de 2013 nos Estados Unidos. É estrelado por Keri Russell como Jane Hayes, JJ Feild como Sr. Nobley, Jennifer Coolidge como Senhorita Charming e Bret McKenzie como Martin.